# Hoikkajärvi (sjö i Finland, Lappland, lat 66,60, long 27,13)
Hoikkajärvi är en sjö i Finland. Den ligger i kommunen Kemijärvi i landskapet Lappland, i den norra delen av landet, 700 km norr om huvudstaden Helsingfors. Hoikkajärvi ligger 162,1 meter över havet. Den är 13,8 meter djup. Arean är 63 hektar och strandlinjen är 6,23 kilometer lång. Sjön  ingår i Kemi älvs huvudavrinningsområde.   
I övrigt finns följande vid Hoikkajärvi:
- Alajärvi (en sjö)